# Vause Raw
Wyatt Vause Raw (Durban 21 september 1921 - aldaar 13 maart 2011) was een Zuid-Afrikaans politicus gedurende het apartheidsbewind. Raw behoorde tot de conservatieve oppositie. 

## Biografie

### Vroege leven
Hij bezocht de Universiteit van Witwatersrand en de opleiding voor onderwijzers in Johannesburg. Gedurende de Tweede Wereldoorlog had hij dienst in de Zuid-Afrikaanse Weermacht. Hij was betrokken bij geallieerde campagnes in Centraal-Afrika, Egypte en Europa. Na de oorlog werkte hij op de ouderlijke boerderij en was hij als handelaar werkzaam. Hij bekleedde de functie van secretaris van de Landbouwunie te Pretoria en was daarnaast voorzitter van de Landbouwcoöperatie van Waterberg. Vanaf 1954 werkzaam in de textielbranche, was hij van 1956 tot 1981 directeur en eigenaar van een eigen bedrijf in textiel- en kledingmachines.

### Politieke loopbaan
Vause Raw was politiek actief binnen de Verenigde Party (VP) en was vicevoorzitter van de VP van Pretoria en het divisie-comité van die partij aldaar (1948-1950) en van 1950 tot 1951 was hij secretaris van de VP in Natal. Van 1955 tot 1958 was hij senator voor Natal en in 1958 werd hij voor Durban in het parlement gekozen. Hij bleef tot 1987 parlementariër en was woordvoerder Defensie en Transport. Hij was een groot pleitbezorgder voor oorlogsveteranen. Als woordvoerder Defensie werkte hij nauw samen met de regering en hij onderhield goede contacten binnen de Nasionale Party. Binnen de VP behoorde Raw tot de rechtervleugel, hetgeen tot botsingen leidde met prominente leden van de linkervleugel van die partij, zoals Helen Suzman. Die laatste noemde als een van de voornaamste redenen voor haar breuk met de VP de conservatieve opstelling van Raw. 
In 1977 viel de VP uiteen in drie afzonderlijke partijen, waarvan de Progressive Federal Party (PFP) - waar Suzman zich bij aansloot - de voornaamste werd. Raw sloot zich aan bij de Nuwe Republiekparty die bestond uit voormalige vertegenwoordigers van de rechtervleugel van de VP. De Nuwe Republiekparty (NRP) beschouwde zichzelf als staande in de traditie van de VP en beschouwde de PFP als te veel naar links overhellend. Na de verkiezingsnederlaag van de NRP bij de verkiezingen van 1977 waarbij de NRP slechts dertien zetels in de wacht wist te slepen, volgde Raw in 1978 Radclyffe Cadman op als nationaal voorzitter en politiek leider van de NRP. 
Raw was weliswaar geen voorstander van apartheid, hij zag het fenomeen als een overgangsfase: in de toekomst zouden zwarte Zuid-Afrikanen mee verantwoordelijkheid dragen voor het landsbestuur ("machtsdeling"), net als de Zuid-Afrikaanse Aziaten en de Kleurlingen. Samenwerking met het apartheidsbewind was geboden, omdat - volgens Raw - alleen zo zouden de nodige veranderingen konden worden doorgevoerd. Zijn hart ging echter niet zozeer uit naar de apartheidsproblematiek, maar vooral naar oud-strijders en hun belangen. In 1987 gaf hij aan niet meer beschikbaar te zijn voor een nieuwe termijn als volksvertegenwoordiger.
In 1985 ontving hij de onderscheiding "Decoration for Meritorious Services" uit handen van de toenmalige president, P.W. Botha. Hij was de eerste parlementariër die deze onderscheiding kreeg. Tot zijn dood in 2001 was hij ere-kolonel van het 38e Field Workshop Regiment.
Vause Raw overleed op 13 maart 2001 in Durban na een lang ziekbed. Hij was tweemaal getrouwd en had drie kinderen uit zijn eerste huwelijk.
Raw was een typische vertegenwoordiger van de Engelstalige conservatief ingestelde burgers uit de Provincie Natal die weliswaar kritisch stonden tegenover apartheid, maar wier bezwaren ertegen toch niet van dien aard waren dat zij zich geroepen voelden zich er fel tegen te verzetten.

## Publicaties
- Flares (1988), collectie oorlogsgedichten over zijn tijd als militair tijdens de Tweede Wereldoorlog[1]